# 刺盖草
刺盖草（学名：Cirsium bracteiferum）为菊科蓟属下的一个种。

## 扩展阅读
維基物種上的相關：刺盖草